# Manuel Savio
Manuel Nicolás Aristóbulo Savio (Buenos Aires, 15 de marzo de 1892-Buenos Aires, 31 de julio de 1948) fue un  ingeniero militar argentino, siendo considerado el padre de la siderurgia argentina. Fue el fundador de SOMISA en 1946 y director general de Fabricaciones Militares entre 1941 a 1948

## Biografía
Era hijo de Sebastián Savio, inmigrante italiano, y María Gazzano, argentina. Ingresó al Colegio Militar de la Nación el 3 de marzo de 1909, egresando como subteniente en 1910. Fue ascendido a teniente en 1913, a teniente primero en 1915 y a capitán en 1920. Se graduó como ingeniero militar en 1931; obtuvo el grado de coronel en 1936, el de general de brigada en 1942 y el de general de división en 1946, dos años antes de morir.
Su principal preocupación y actividad estuvo orientada a desarrollar la industria pesada en el país. En esa dirección creó la Escuela Superior Técnica en 1930. En el rango escolar, también levantó a su mano la escuela Nº30, encontrada en San Nicolás de los Arroyos, la cual lleva su nombre. 
Fue autor de la ley 12 709 de 1941 (bajo la presidencia Roberto M. Ortiz), que disponía la creación de la Dirección General de Fabricaciones Militares, de la que fue designado director. En esa función creó Altos Hornos Zapla, en Jujuy, aprovechando los yacimientos ferríferos allí presentes. Bajo su dirección, el 11 de octubre de 1945 (Presidencia Edelmiro Farrell), se realizó la primera colada de arrabio. En julio de 1943, a menos de siete años de su establecimiento como organismo autárquico y siempre con la conducción del General Savio, Fabricaciones Militares contaba ya con doce plantas. A las nombradas se sumaron: la de Fabricaciones Militares de Armas Portátiles "Domingo Matheu" (inaugurada el 3 de octubre de 1942), la de Tolueno Sintético (31 de diciembre de 1942), la de Munición de Artillería Río Tercero (21 de mayo de 1943), la de Munición de Artillería "Borghi", hoy "Fray Luis Beltrán" (8 de octubre de 1943), la de Vainas y Conductores Eléctricos ECA (15 de julio de 1944), la de Munición de Armas Portátiles "San Francisco" (diciembre de 1944), la de Materiales Pirotécnicos (30 de abril de 1945) y la de los Altos Hornos Zapla (hoy Aceros Zapla S.A.), iniciados el 23 de enero de 1943 e inaugurados el 11 de octubre de 1945 en la provincia de Jujuy.

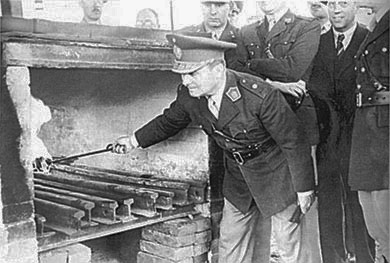
Savio enciende el Alto Horno de Zapla durante su inauguración el 11 de octubre de 1945. Allí se produciría la primera fundición de arrabio.

Desde Fabricaciones Militares impulsó la industria química pesada, creando las plantas químicas de Río Tercero, José de la Quintana y Tucumán. Estableció un permanente intercambio científico y tecnológico con las empresas mecánicas; impulsó la minería bajo la regla de que la demanda interna debía ser satisfecha con recursos mineros nacionales.
Creó el Plan Siderúrgico Argentino aprobado por Ley 12 987 de 1947 (Presidencia Juan Perón), conocido como Plan Savio. Por la misma se creó SOMISA (SOciedad MIxta Siderurgia Argentina), siendo Savio su primer presidente.

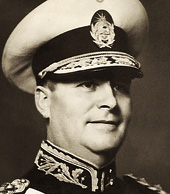
Fotografía de Savio, de temprana edad.

Diseñó también el plan de producción de caucho natural y sintético, y un proyecto de ley para proteger las industrias de materias primas básicas.
En 1948 Savió murió sorpresivamente, deteniéndose muchos de sus proyectos. El Plan Savio (siderúrgico) fue puesto en marcha en 1958 (Presidencia Arturo Frondizi), con la instalación de la planta de Punta Argerich, que luego se llamaría Planta Siderúrgica General de División Manuel N. Savio.

## Obras
- Movilización industrial (1933)
- Política argentina del acero (1942)
- Política de la producción metalúrgica argentina (1944)
- Conceptos que fundamentaron el proyecto de la ley de Fabricaciones militares (1944).

## Escuelas que llevan su epónimo
- CABA: Escuela Superior Técnica del Ejército "Gral Div Manuel N. Savio".
- CABA: Instituto Superior de Electrónica "Gral Manuel N. Savio".
- CABA, Barrio de Flores, Avda. San Pedrito 1137 Flores: Escuela N° 23 "Gral. Manuel Savio".
- Provincia de BS As. (Moreno) Escuela N°29 Manuel Nicolás Savio.
- Calingasta, Departamento Calingasta, provincia de San Juan: Escuela Técnica Gral. Manuel Savio.
- Eduardo Castex, Departamento Conhelo, provincia de La Pampa: Escuela N.º 227 "Gral. Manuel Savio".
- El Pueblito, Partido de Chacabuco, provincia de Buenos Aires: Escuela Gral. Manuel Savio
- El Pueblito (provincia de Córdoba): Escuela "Gral Manuel Savio".
- El Talar provincia de Buenos Aires: Escuela de Educación Técnica no 1 El Talar "General Manuel Nicolás Savio".
- Firmat, provincia de Santa Fe: Escuela de Educación Secundaria Modalidad Técnico Profesional N° 281 "General Manuel Savio".
- La Plata, provincia de Buenos Aires: Escuela de Educación Técnica no 5 "General Manuel Nicolás Savio".
- Malargüe, provincia de Mendoza: Escuela Técnica 4-018 "Gral. Manuel Nicolás Savio".
- Navarro, provincia de Buenos Aires: Escuela de Educación Secundaria Técnica N° 1 "Manuel Savio".
- Palpalá, provincia de Jujuy: Escuela de Educación Técnica No 1 "General Manuel Nicolás Savio".
- Palpalá, provincia de Jujuy: Escuela Primaria No 119 "General Manuel Nicolás Savio".
- Río Tercero, provincia de Córdoba: Escuela Primaria no 483 "General de División Manuel Nicolás Savio"
- Rosario (Argentina), provincia de Santa Fe: Escuela de Educación Técnica no 466 "General Manuel N. Savio".
- Saladillo, Provincia de Buenos Aires: Escuela de Educación Técnica N.º 1 "Gral. Savio".
- Salsipuedes, provincia de Córdoba: Escuela de Educación Técnica IPEM 61 "General Manuel N. Savio".
- San Nicolás de los Arroyos, provincia de Buenos Aires: Escuela de Educación Técnica no 2 "General Manuel N. Savio".
- San Nicolás de los Arroyos, provincia de Buenos Aires: Escuela N°30 "General Manuel Savio".
- Sierra Grande, provincia de Río Negro: Escuela Primaria N*62 "Manuel N. Savio".
- Sunchales, provincia de Santa Fe: Escuela Manuel N. Savio N° 6169.
- Trujui, Partido de Moreno, provincia de Buenos Aires: Escuela Secundaria Técnica N° 1 Gral. Manuel Savio.
- Urdinarrain, provincia de Entre Ríos: Escuela de Educación Técnica N° 18 "Gral. Manuel N. Savio".

También en su honor fueron nombrados: Barrio General de División Manuel Nicolás Savio, un complejo habitacional ubicado en el barrio de Villa Lugano, al sur de la Ciudad de Buenos Aires. La ciudad de Barrio General Manuel Savio se encuentra en la provincia de Buenos Aires.